# Kunshan
Kunshán (en chino:昆山市, pinyin:Kūnshānshì, también conocida como:Lucheng, en chino:鹿城市,Lùchéngshì) es una ciudad satélite del gran Suzhou, ubicada en la provincia de Jiangsu, República Popular China. Se administra como ciudad-condado, siendo la segunda más grande de la región. Yace a orillas del lago Tai en la frontera Jiangsu-Shanghái. Su área es de 923 km² y su población total es de 1,7 millones.

## Administración
La ciudad-condado de Kunshan se divide en 10 poblados con 2 zonas de desarrollo.
- Poblado Yushan (玉山镇)
- Poblado Bacheng (巴城镇)
- Poblado Dianshanhu (淀山湖镇)
- Poblado Huaqiao (花桥镇)
- Poblado Jinxi (锦溪镇)
- Poblado Lujia (陆家镇)
- Poblado Qiandeng (千灯镇)
- Poblado Zhangpu (张浦镇)
- Poblado Zhoushi (周市镇)
- Poblado Zhouzhuang (周庄镇)

Zona de desarrollo económico y tecnológico de Kunshan, creada en 1985.
Zona procesador de exportación de Kunshan, creada en abril de 2000.

## Historia
Establecida como condado Luo durante la dinastía Qin, cambió su nombre en la dinasta Liang (año 536) a condado Kunshan, se promovió a Zhou (hoy en desuso) en la dinastía Yuan y descendió a condado de nuevo en la dinastía Ming. El 28 de septiembre de 1989, la República Popular China la designa como ciudad-condado dividida en con 10 poblados.

## Economía
Kunshan tiene una economía orientada a la exportación. Su crecimiento ha sido en gran medida dependiendo de la inversión extranjera directa y la exportación. En 2006, la ciudad es conocida localmente como «Pequeña Taipéi», debido a la afluencia de hombres de negocios taiwaneses.
La ciudad es considerada como una de las más exitosas económicamente a nivel condado en el país. El PIB ha crecido considerablemente de unos 20 000 millones de yuanes en el 2000 hasta 210 028 millones en el 2010 (cerca de US$32 000 millones), ubicándose en el primer lugar de ciudades-condado en superan los 200.000 millones. Con una población inmigrante más grande que el número de sus residentes permanentes, Kunshán es ganador del Pergamino UN-HABITAT de 2010, junto con Singapur y Viena, el más prestigioso premio dado por las Naciones Unidas, en reconocimiento de la labor realizada en el ámbito del desarrollo de los asentamientos humanos, por su enfoque innovador para la concesión de los migrantes del derecho a los servicios esenciales de la ciudad. también lleva los títulos y premios, tales como una Ciudad Nacional de Higiene, la Ciudad de Turismo Excelente de China, y la Ciudad Jardín Nacional, así como la Ciudad modelo Nacional de Protección del Medio Ambiente y la Zona de modelo Nacional de Ecología.

## Clima
Kunshán se encuentra en el cinturón subtropical del norte que está influenciado por un clima monzónico marítimo, un clima templado y húmedo, con cuatro estaciones distintas.
Debido a su posición geográfica, los patrones climáticos en la siguiente tabla son los mismos de los de Suzhou.
| Parámetros climáticos promedio de Kunshan (2010) | Parámetros climáticos promedio de Kunshan (2010) | Parámetros climáticos promedio de Kunshan (2010) | Parámetros climáticos promedio de Kunshan (2010) | Parámetros climáticos promedio de Kunshan (2010) | Parámetros climáticos promedio de Kunshan (2010) | Parámetros climáticos promedio de Kunshan (2010) | Parámetros climáticos promedio de Kunshan (2010) | Parámetros climáticos promedio de Kunshan (2010) | Parámetros climáticos promedio de Kunshan (2010) | Parámetros climáticos promedio de Kunshan (2010) | Parámetros climáticos promedio de Kunshan (2010) | Parámetros climáticos promedio de Kunshan (2010) | Parámetros climáticos promedio de Kunshan (2010) |
| Mes | Ene.                                             | Feb.                                             | Mar.                                             | Abr.                                             | May.                                             | Jun.                                             | Jul.                                             | Ago.                                             | Sep.                                             | Oct.                                             | Nov.                                             | Dic.                                             | Anual                                            |
| --- | ------------------------------------------------ | ------------------------------------------------ | ------------------------------------------------ | ------------------------------------------------ | ------------------------------------------------ | ------------------------------------------------ | ------------------------------------------------ | ------------------------------------------------ | ------------------------------------------------ | ------------------------------------------------ | ------------------------------------------------ | ------------------------------------------------ | ------------------------------------------------ |
| Temp. media (°C) | 4.8                                              | 7.0                                              | 9.1                                              | 13.1                                             | 20.9                                             | 24.3                                             | 28.7                                             | 30.9                                             | 26.0                                             | 18.6                                             | 13.3                                             | 7.5                                              | 17                                               |
| Precipitación total (mm) | 40.5                                             | 75.2                                             | 193.1                                            | 82.9                                             | 67.4                                             | 59.3                                             | 190.7                                            | 53.7                                             | 67.2                                             | 56.1                                             | 2.9                                              | 42.9                                             | 931.9                                            |
| Horas de sol | 121.2                                            | 95.6                                             | 124.2                                            | 125.1                                            | 151.1                                            | 106.7                                            | 160.5                                            | 266.6                                            | 169.1                                            | 143.0                                            | 161.6                                            | 171.2                                            | 1795.9                                           |
| Humedad relativa (%) | 67                                               | 75                                               | 70                                               | 69                                               | 69                                               | 75                                               | 77                                               | 68                                               | 74                                               | 69                                               | 65                                               | 68                                               | 70.5                                             |
| Fuente: Suzhou Bureau of Statistics «苏州市区分月气象情况（2010年）» (en simplified Chinese). Suzhou Bureau of Statistics. Archivado desde el original el 4 de marzo de 2016. Consultado el 17 de febrero de 2013. |                                                  |                                                  |                                                  |                                                  |                                                  |                                                  |                                                  |                                                  |                                                  |                                                  |                                                  |                                                  |                                                  |